# Département de Santa Bárbara (Jujuy)
Pour les articles homonymes, voir Département de Santa Bárbara.
Le département de Santa Bárbara est une des 16 subdivisions de la province de Jujuy, en Argentine. Son chef-lieu est la ville de Santa Clara.
Le département a une superficie de 4 448 km2. Sa population s'élevait à 17 115 habitants en 2001.

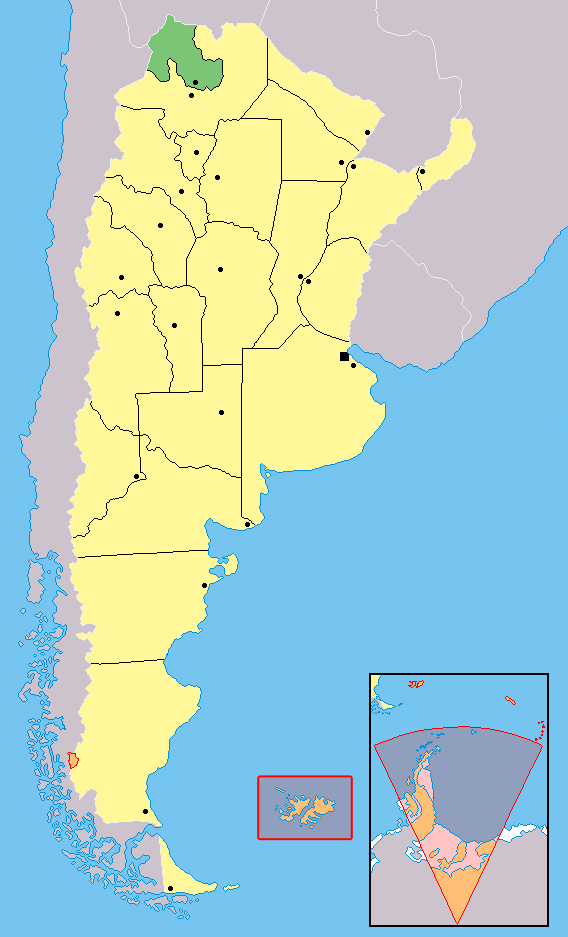
Localisation de la province de Jujuy en Argentine.

## Villes et localités
- El Talar
- Palma Sola
- Santa Clara, chef-lieu